# Église Saint-Martin d'Unac
Pour les articles homonymes, voir Église Saint-Martin.
L'église Saint-Martin est une église romane située à Unac, dans le département de l'Ariège, en région Occitanie. Elle est dédiée à saint Martin, apôtre des Gaules.

## Histoire
Construite au XIe siècle à l’initiative des comtes de Foix, Roger II de Foix la donne en 1076 à l'abbaye de Cluny. En 1188, à la mort de Roger-Bernard Ier de Foix, elle revient à l'abbaye Saint-Volusien de Foix.
L'édifice est classé au titre des monuments historiques par la liste de 1846.

## Description
C’est une église à trois nefs et une abside flanquée de deux absidioles. De style roman andorran avec ses trois rangées de fenêtres géminées, le clocher carré à quatre niveaux est placé sur la première travée de la nef latérale sud.

## Galerie

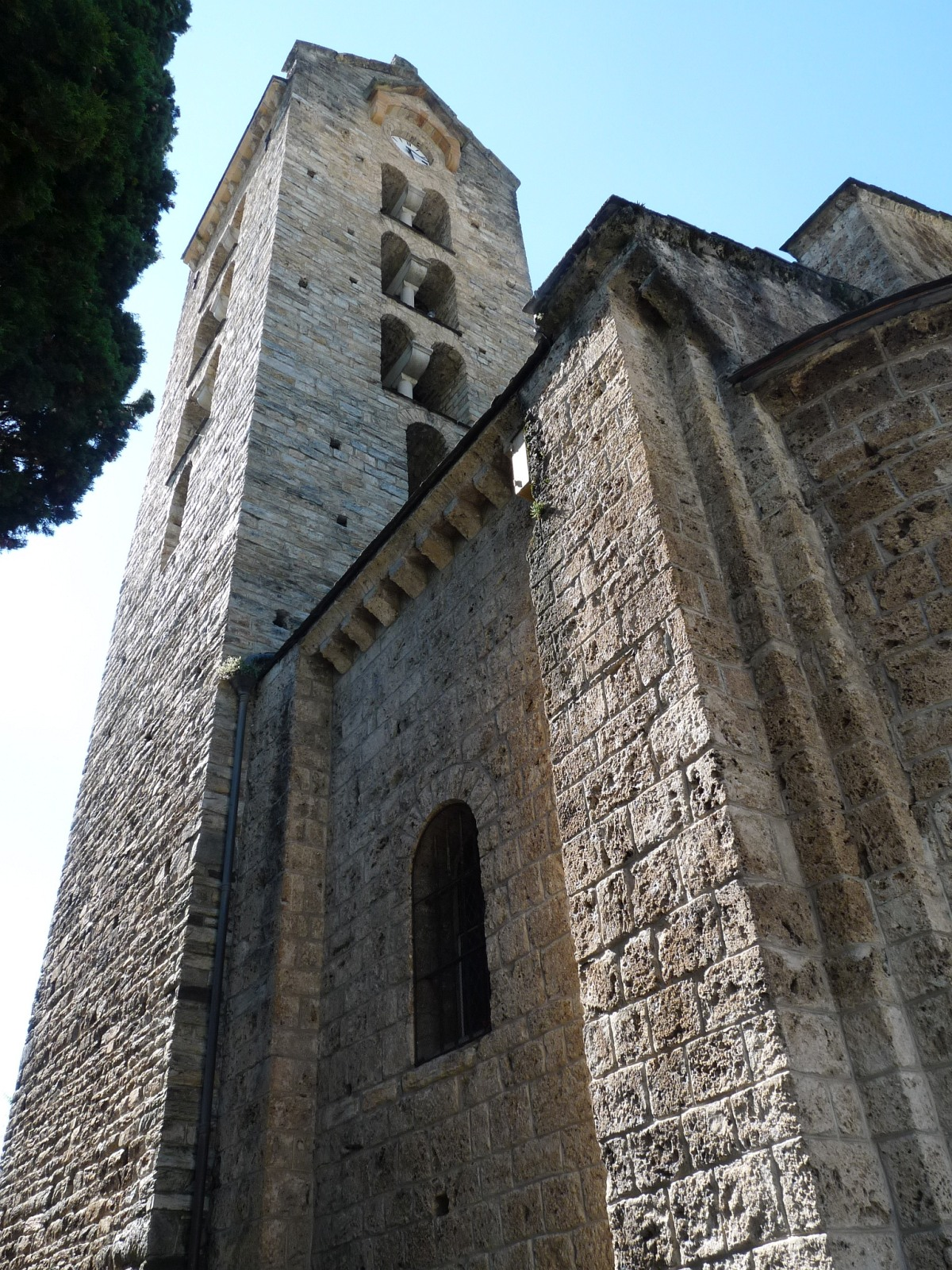
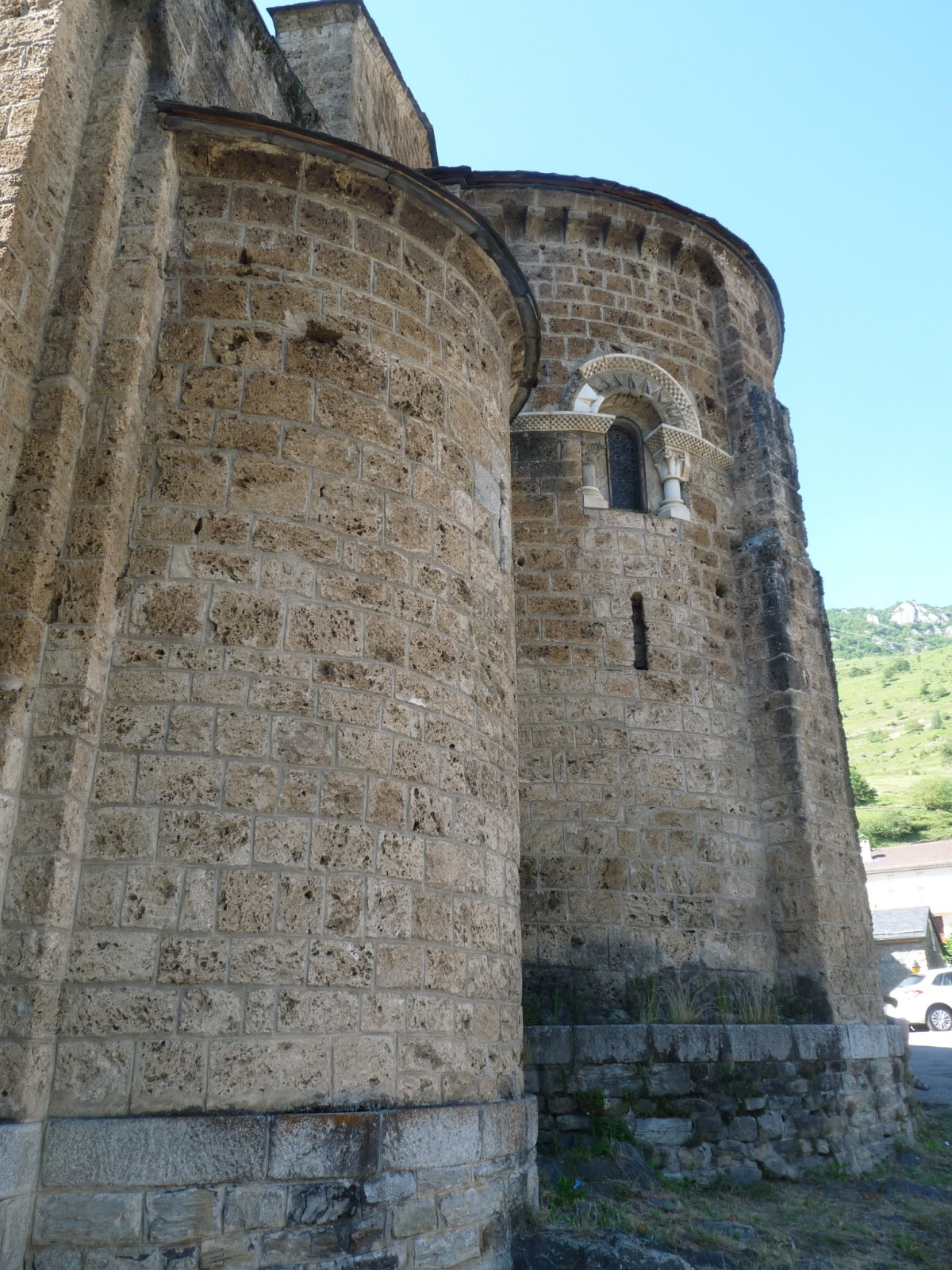
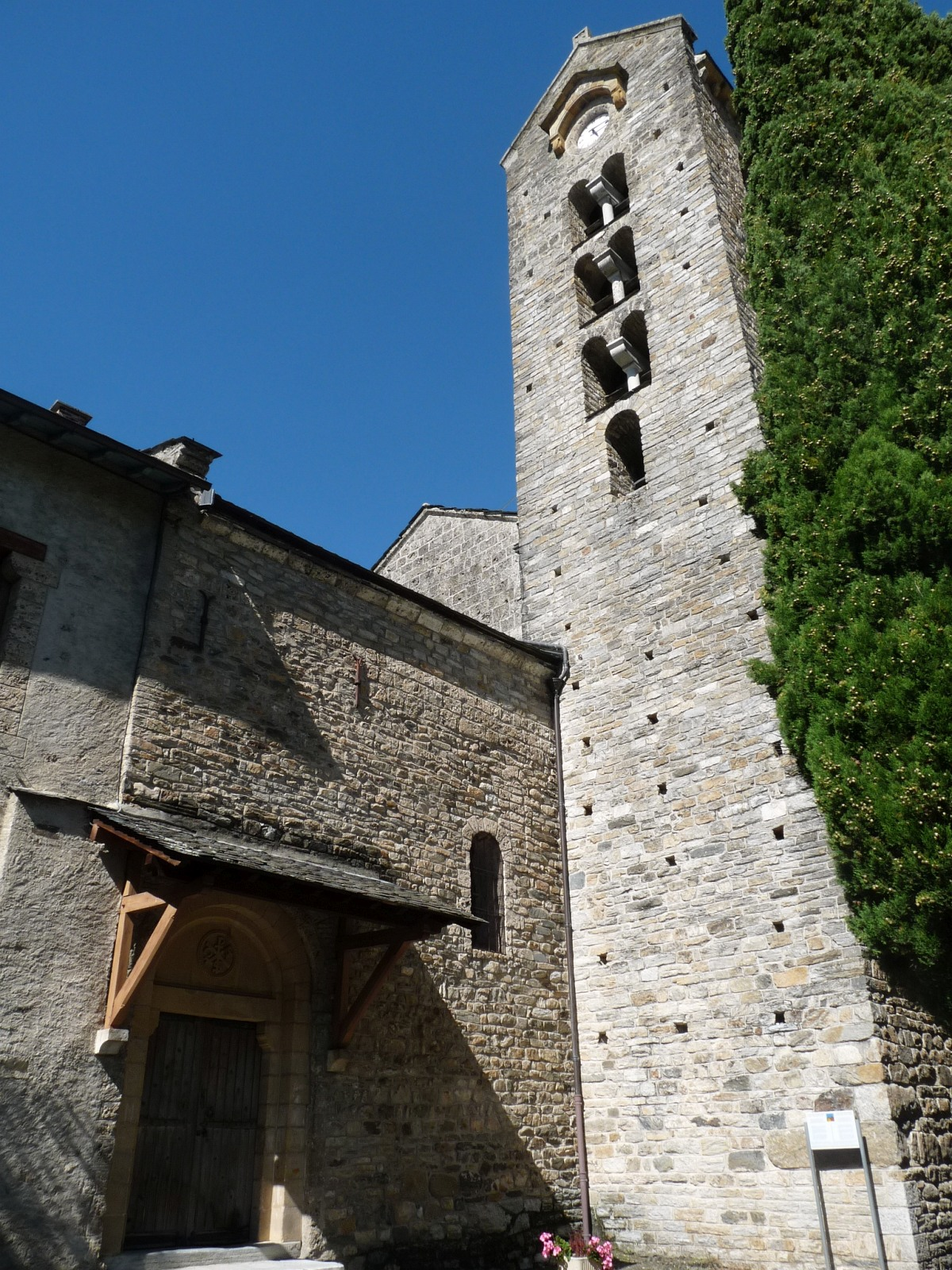
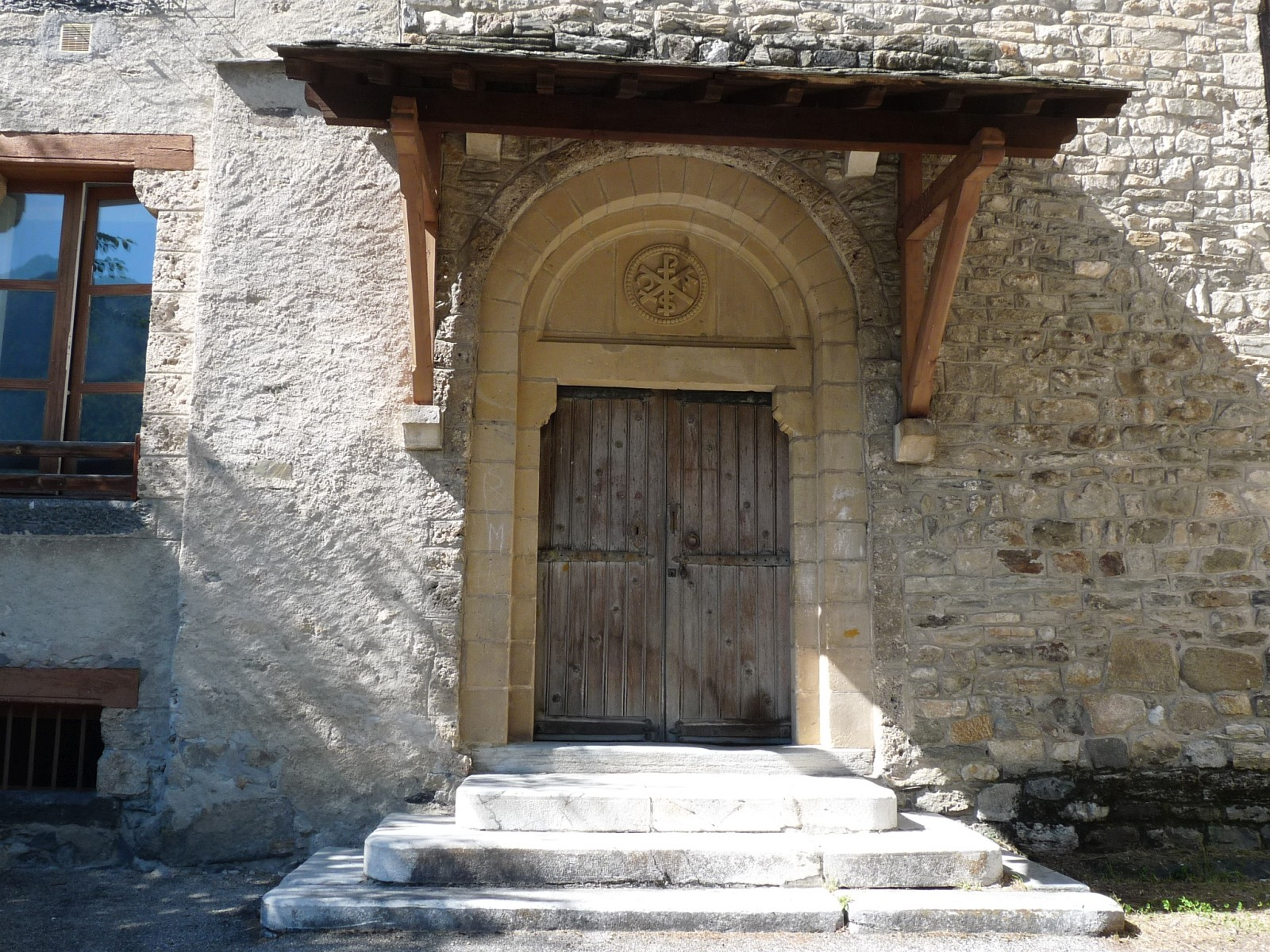
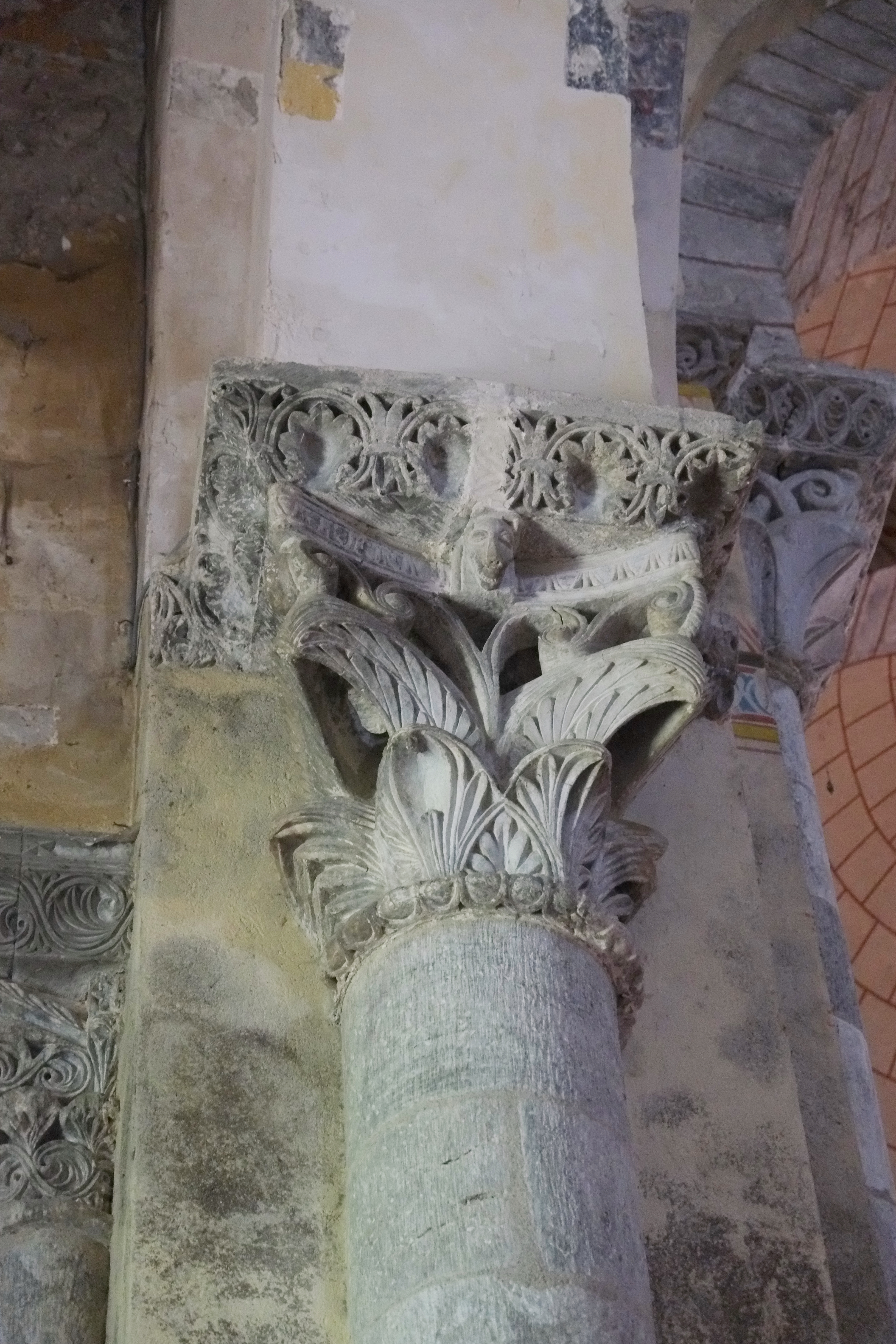
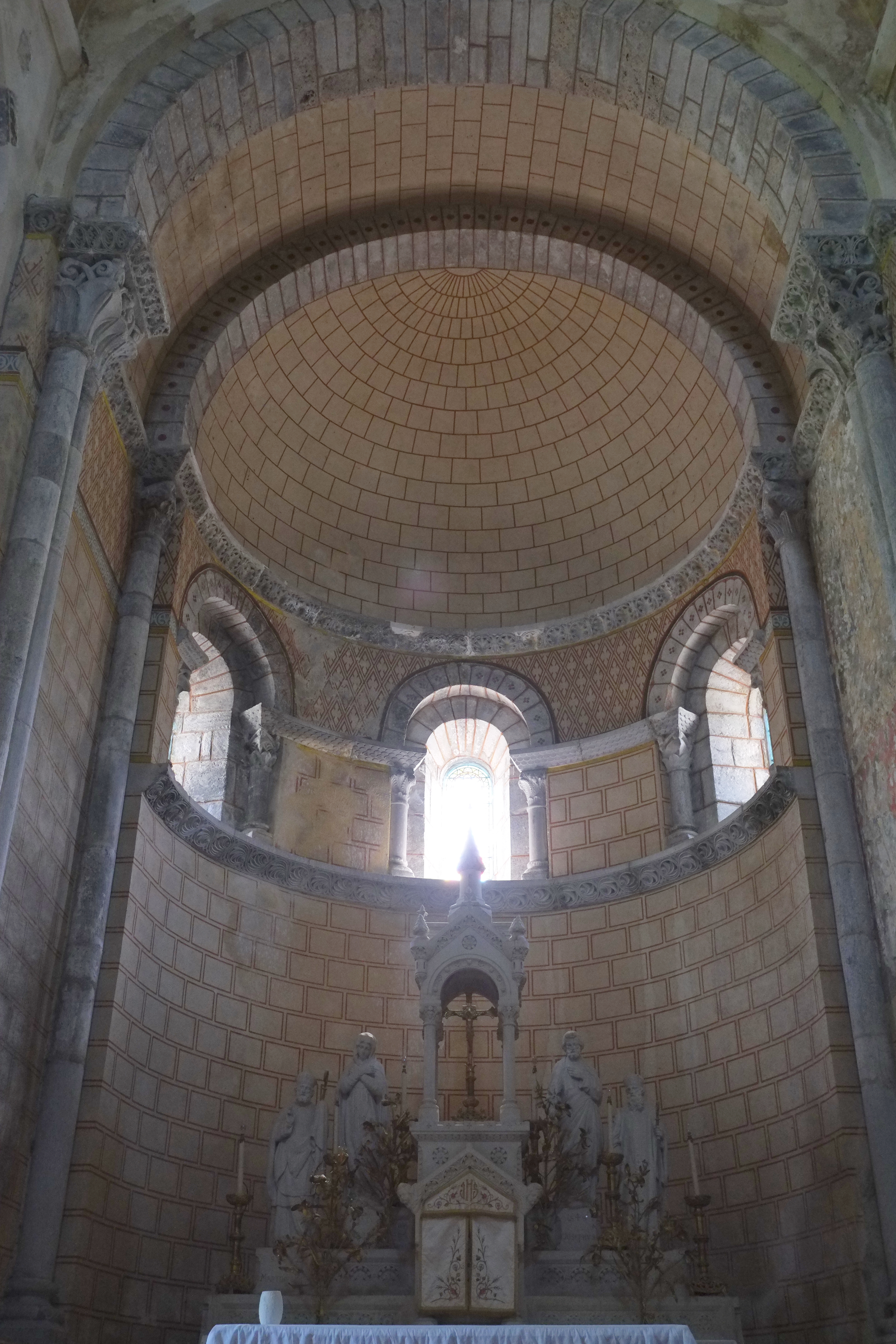
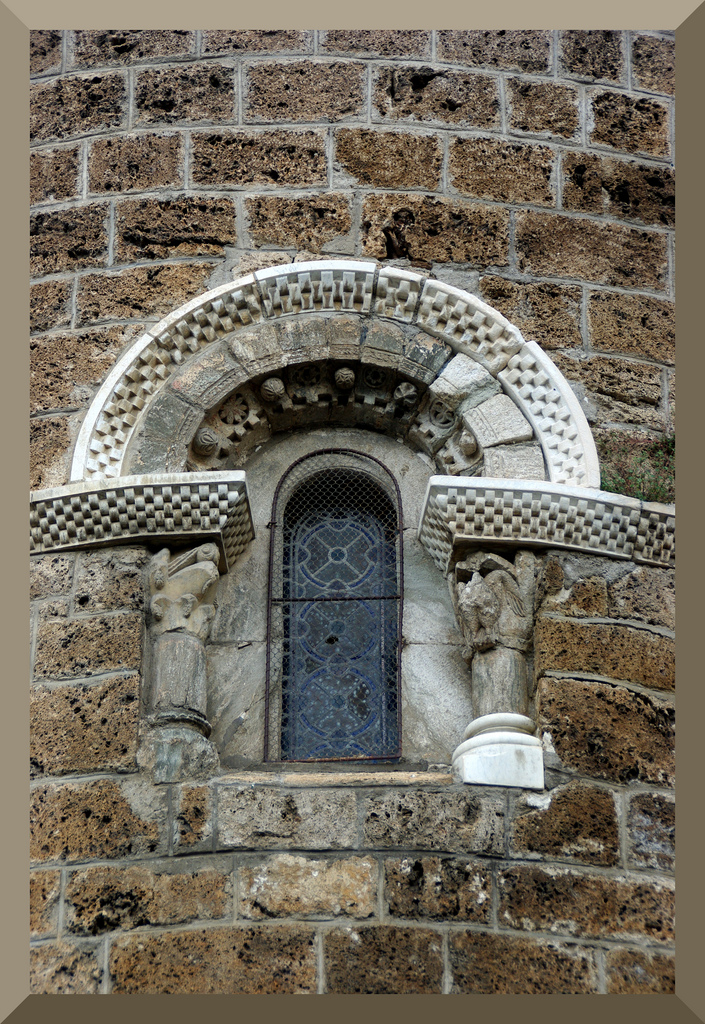
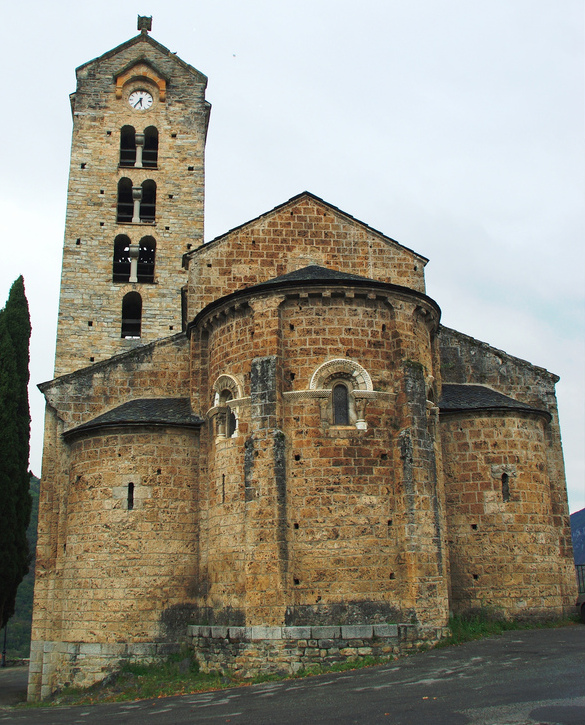
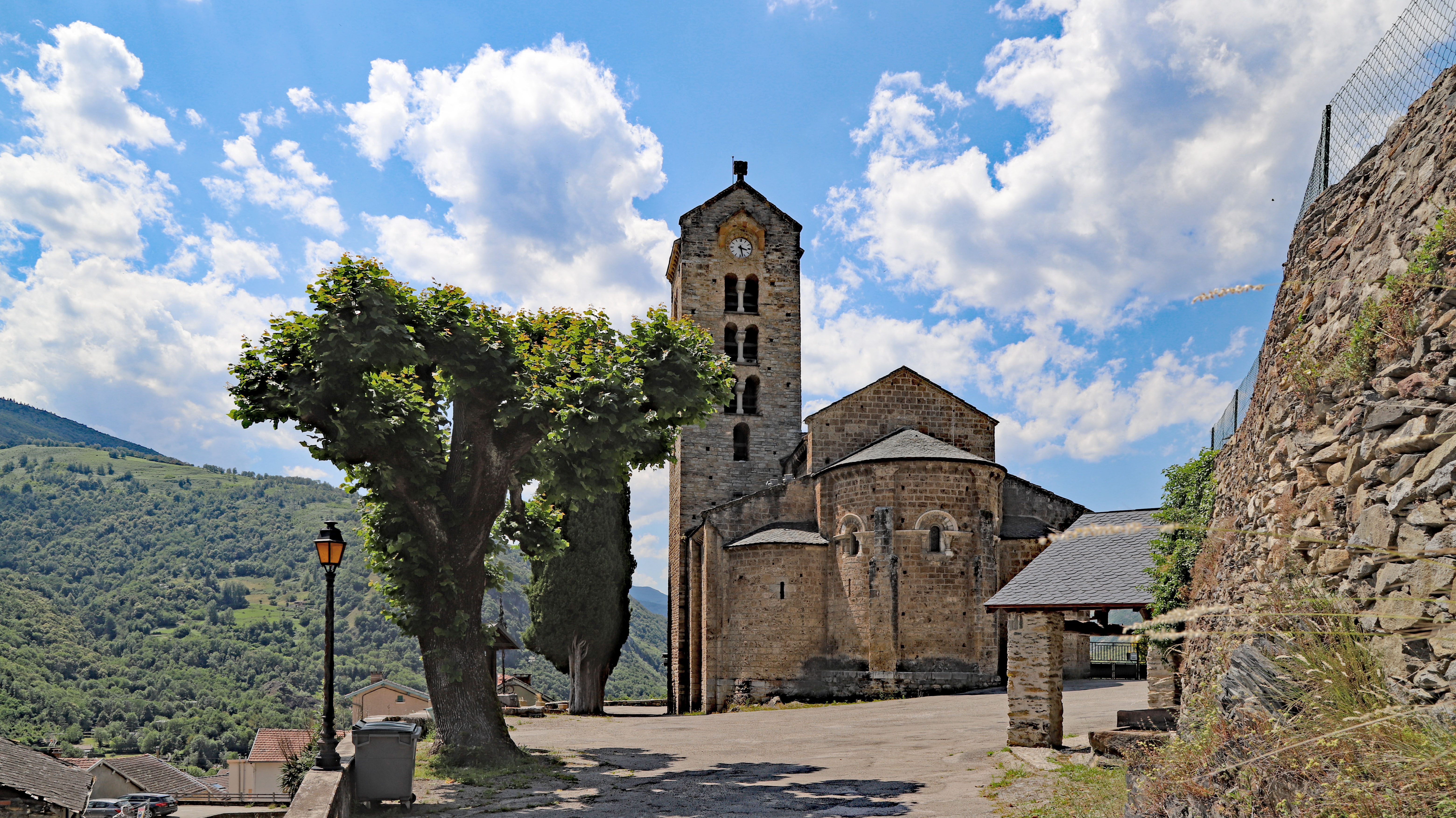
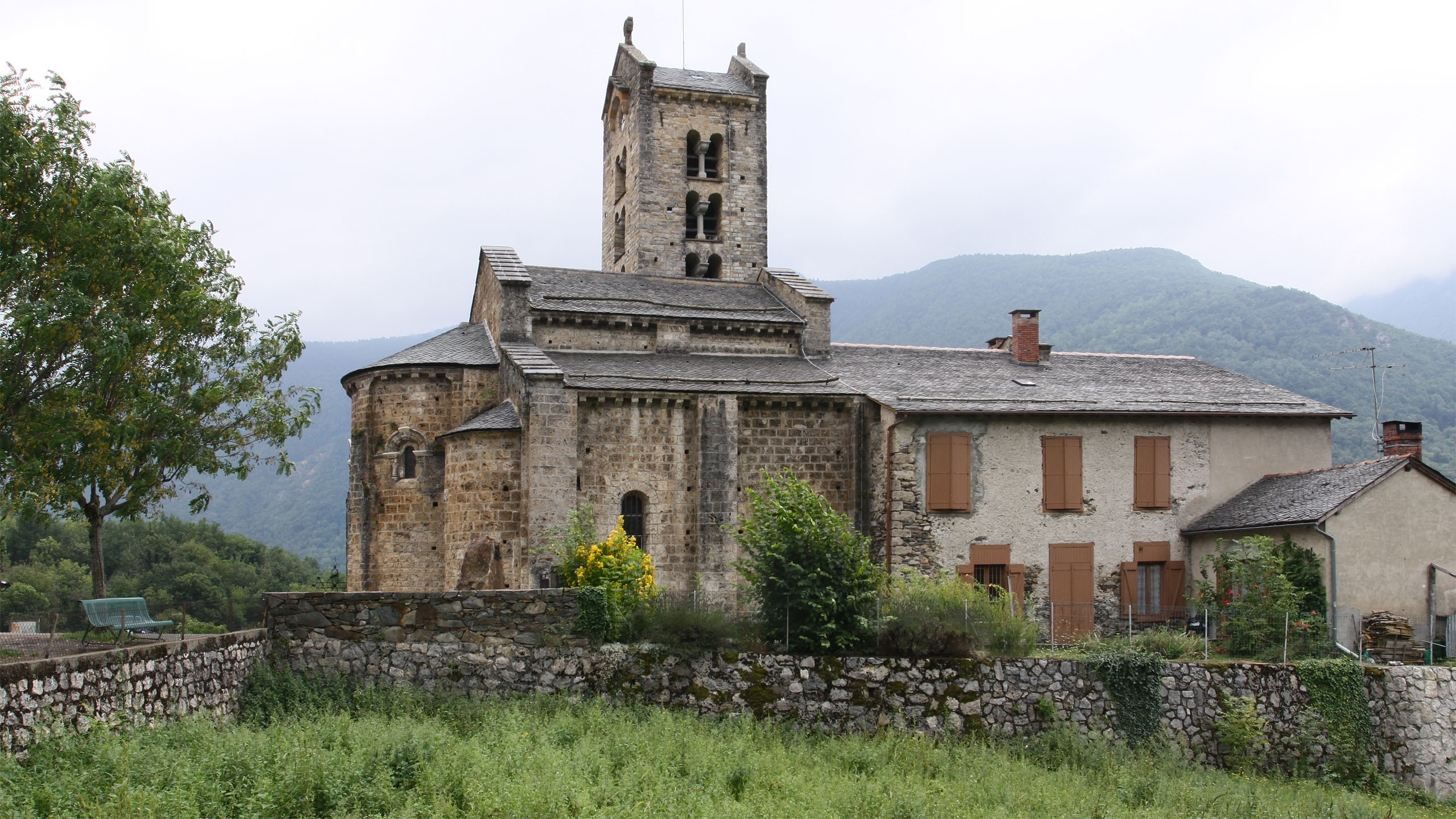

## Valorisation du patrimoine
Il existe un circuit de randonnée facile reliant les chapelles romanes proches d'Unac, d'Axiat et de Vernaux.